# Decolorimeter
Ein Dekolorimeter oder Decolorimeter (französisch: décolorimètre) ist ein Messinstrument zur Bestimmung des Entfärbungsvermögens von entfärbenden Mitteln wie Knochenkohle. Es wurde besonders in der Zuckerfabrikation benutzt.
Erfunden wurde es von dem französischen Chemiker Anselme Payen, der sich mit der Analyse, dem Entfärben, Bleichen und Kristallisieren von Zucker befasste. Zum Entfärben der Zuckerlösungen verwendete Payen Tierkohle, zum Bestimmen des Entfärbungsgrades entwickelte er das Dekolorimeter. Seine Forschungen und Ergebnisse auf dem Gebiet der Zuckerentfärbung hat Payen 1822 erstmals veröffentlicht.